# ناتالی کنوتسن
ناتالی کنوتسن (زادهٔ ۲۹ اکتبر ۱۹۸۶) که با نام هنری خود ناتالی داون شناخته می‌شود، خواننده، ترانه‌سرا و موسیقی‌دان اهل ایالات متحده آمریکا است. او با همسرش جک کونته، نیمی از گروه دوتایی Pomplamoose است و تا ژوئن ۲۰۲۲ چهار آلبوم استودیویی و چهار ای-پی منتشر کرده‌است، علاوه بر همکاری‌های متعدد با هنرمندان دیگر.

## اوایل زندگی
او در ۲۹ اکتبر ۱۹۸۶ در ساکرامنتو، کالیفرنیا به عنوان دختر مبلغان مذهبی متولد شد، دوران کودکی خود را در اروپا گذراند و قبل از بازگشت به ایالات متحده برای تحصیل هنر و ادبیات فرانسه در دانشگاه استنفورد، در مدارس فرانسه و بلژیک تحصیل کرد.

## حرفه موسیقی

### پامپلاموز
داون در استنفورد با جک کنته آشنا شد و گروه Pomplamoose را تشکیل داد و در نهایت آهنگ‌ها و ویدیوها را در خانه‌شان در کالیفرنیای شمالی اجرا کرد، ضبط و ویرایش کرد. اولین آهنگ آنها «سلام مریم» در صفحه اول یوتیوب قرار گرفت. در سال ۲۰۰۹، این دو شروع به انتشار نسخه‌های کاور آهنگ‌های پاپ کردند، مانند «خانم‌های مجرد» بیانسه و «بیت آن» مایکل جکسون.

### کار انفرادی

#### مطالب قبلی او (۲۰۰۹–۲۰۱۱)
در سال ۲۰۰۹، داون اولین آلبوم استودیویی خود را منتشر کرد، او شامل دوازده آهنگ بود که طی دو سال گذشته در کانال یوتیوب او پست شده بود.
در سال ۲۰۱۰، با همکاری لورن اوکانل، داون پروژه جانبی دوست وحشتناک من را تشکیل داد. در ماه مه ۲۰۱۱، اعلام شد که او به بری مانیلو در آلبوم جدیدش ۱۵ دقیقه ملحق خواهد شد و در آهنگ «نامه ای از یک طرفدار» با آواز همکاری خواهد کرد. / خیلی سنگین، خیلی بالا.»

#### چگونه او را شناختم (۲۰۱۱–۲۰۱۵)
در ۱۷ جولای ۲۰۱۱، داون اعلام کرد که آلبوم جدیدی را منتشر خواهد کرد. او یک کمپین مالی را در Kickstarter شروع کرد، جایی که هدف اولیه ۲۰۰۰۰ دلار تنها در سه روز به دست آمد. در ۶ سپتامبر ۲۰۱۱، کمپین تأمین مالی آلبوم موسیقی با مجموع ۱۰۴۷۸۸ دلار نهایی شد.

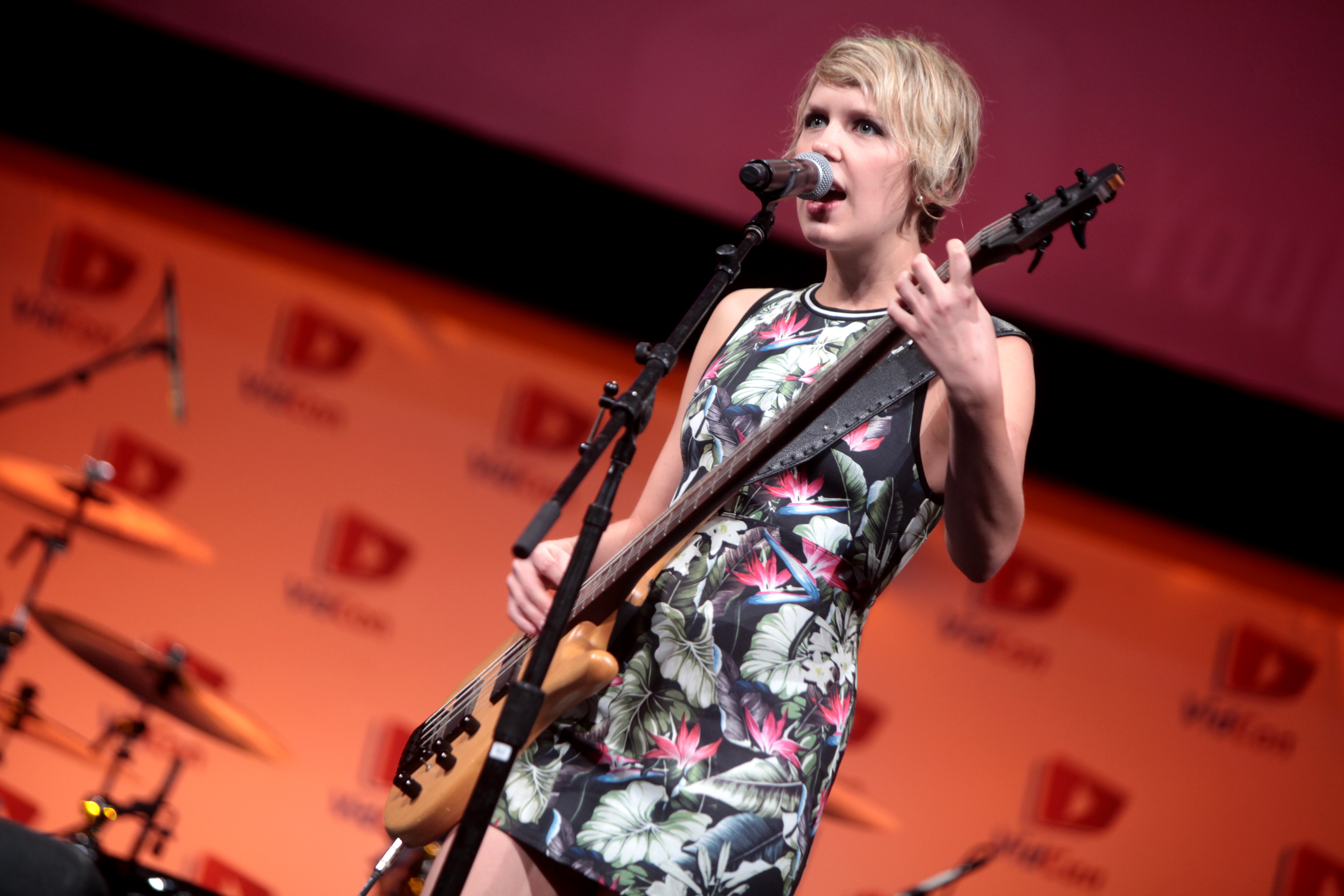
طلوع ۲۰۱۴

در آگوست ۲۰۱۲، داون به عنوان یک هنرمند انفرادی با Nonesuch Records قرارداد امضا کرد، که آلبوم او را که توسط کیک استارتر تأمین مالی شده بود، How I Knew Her را در ۱۲ فوریه ۲۰۱۳ منتشر. این آلبوم توسط جک کنته تهیه شد و در دسامبر ۲۰۱۱ در استودیوی ضبط پریری سان در کوتاتی، کالیفرنیا، با یک گروه کامل شامل کونته، رایان لرمن، دیوید پیلچ، لوئیس کول و مت چمبرلین ضبط شد. اوز فریتز آلبوم را با کونته مهندسی کرد. میکس آن توسط مایک موگیس و مسترینگ آن توسط باب لودویگ انجام شد.

#### Haze (2016–2021)
در ۲۹ اکتبر ۲۰۱۶، داون سومین آلبوم خود را با نام Haze منتشر کرد.
در ۲۳ آوریل ۲۰۱۹، داون سومین نمایشنامه توسعه یافته خود را به نام برای تو منتشر کرد. بعداً در سال ۲۰۱۹، کاور او از "Careless Whisper" در قسمت پنجم سریال Watchmen HBO به نمایش درآمد.
در ۱۸ مه ۲۰۲۱، داون یک به‌روزرسانی شخصی را در کانال یوتیوب Pomplamoose منتشر کرد که در آن اعلام کرد به سرطان سلول بازال، نوعی سرطان پوست، که زود تشخیص داده شد، تشخیص داده شده‌است. همراه با به روز رسانی سلامت، او اظهار داشت که در همان ماه یک رکورد انفرادی جدید را ثبت خواهد کرد. پس از عمل، او اعلام کرد که چند ماه مرخصی خواهد گرفت.

#### باغ ویو (۲۰۲۲-اکنون)
در ۱ مارس ۲۰۲۲، داون اولین تک آهنگ خود را از سال ۲۰۱۹ با عنوان "Follow the Light" منتشر کرد. در ۲۴ مارس، "Over the Moon" دومین تک آهنگ منتشر شده بود. همچنین در ۲۴ مارس، اعلام شد که این تک‌آهنگ‌ها در چهارمین آلبوم آتی او Gardenview با تاریخ انتشار ۳ ژوئن خواهد بود. در ۷ آوریل، سومین تک آهنگ همراه با ویدیوی دنی منتشر شد. در ۲۸ آوریل، چهارمین تک آهنگ "Joy" منتشر شد. در ۱۲ می، چهارمین تک آهنگ "آیا شنیدی" منتشر شد. در ۲۹ اردیبهشت پنجمین تک آهنگ «چای بعد از ظهر» منتشر شد. ویدئوی "Joy" در ۳ ژوئن، روز انتشار آلبوم منتشر شد.

## زندگی شخصی
داون در ژانویه ۲۰۱۶ با جک کونته نامزد کرد [ و در می ۲۰۱۶ ازدواج کرد. در ۱۸ می ۲۰۲۱، او اعلام کرد که به سرطان سلول بازال مبتلا شده‌است.

## دیسکوگرافی

### آلبوم‌ها

#### آلبوم‌های استودیویی
| عنوان              | جزئیات                                                                                        |
| ------------------ | --------------------------------------------------------------------------------------------- |
| چیزهای قبلی او     | - تاریخ انتشار: ۱ اکتبر ۲۰۰۹ - برچسب: خود آزاد شده - فرمت: دانلود دیجیتال                     |
| چگونه او را شناختم | - تاریخ انتشار: ۱۲ فوریه ۲۰۱۳ - برچسب: Nonesuch Records - فرمت: وینیل، سی دی، دانلود دیجیتال  |
| مه                 | - تاریخ انتشار: ۲۹ اکتبر ۲۰۱۶ - برچسب: ناتالی داون موزیک - فرمت: وینیل، سی دی، دانلود دیجیتال |
| منظره باغ          | - انتشار: ۳ ژوئن 2022 - برچسب: ناتالی داون موزیک - فرمت: دانلود دیجیتال، پخش جریانی           |

### نمایشنامه‌های تمدید شده
| عنوان                                              | جزئیات                                                                                |
| -------------------------------------------------- | ------------------------------------------------------------------------------------- |
| گفتن آسان‌تر از انجام (Ryan Lerman and Nataly Dawn) | - تاریخ انتشار: ۱ اکتبر ۲۰۱۲ - برچسب: خود آزاد شده - فرمت: دانلود دیجیتال             |
| EP Coldplay                                        | - تاریخ انتشار: ۲ مارس ۲۰۱۷ - برچسب: خود آزاد شده - فرمت: دانلود دیجیتال              |
| برای شما                                           | - منتشر شده: ۲۳ آوریل ۲۰۱۹ - برچسب: خود آزاد شده - فرمت: وینیل، سی دی، دانلود دیجیتال |

### به عنوان هنرمند اصلی
| عنوان                                                            | سال | آلبوم            |
| ---------------------------------------------------------------- | --- | ---------------- |
| " تصنیف کریسمس "                                                 | rowspan=41 data-sort-value="" style="background: var(--background-color-interactive, #ececec); color: var(--color-base, #2C2C2C); vertical-align: middle; text-align: center; " class="table-na" \| Non-album singles |                  |
| " دنیای مارشملو " (with Ryan Lerman)                             | ۲۰۱۴ |                  |
| "برف"                                                            | ۲۰۱۵ |                  |
| "تو من را دوست نخواهی داشت                                       | ۲۰۱۵ |                  |
| " عزیزم "                                                        | ۲۰۱۵ |                  |
| " زندگی من بدون تو بد خواهد بود "                                | ۲۰۱۵ |                  |
| " آب‌های مارس " (with Carlos Cabrera)                             | ۲۰۱۵ |                  |
| " ادلوایس "                                                      | ۲۰۱۵ |                  |
| " سلام "                                                         | ۲۰۱۶ |                  |
| " خودت را دوست داشته باش "                                       | ۲۰۱۶ |                  |
| "نه (Mashup دهه ۹۰)" (featuring کینا گرانیس)                     | ۲۰۱۶ |                  |
| " پلی بر روی آب آشفته "                                          | ۲۰۱۶ |                  |
| رمانتیک‌های جدید (featuring کورت هوگو اشنایدر)                    | ۲۰۱۶ |                  |
| "Suis-moi" {{سخ}} (featuring سیریل ایمه) "                       | ۲۰۱۶ |                  |
| "ما هنوز ما را دریافت کردیم" (featuring دیوید چوی)               | ۲۰۱۶ |                  |
| " سورتمه سواری " (featuring کلارا سی)                            | ۲۰۱۶ |                  |
| " آهنگ کریسمس " (featuring کینا گرانیس)                          | ۲۰۱۶ |                  |
| " زمزمه بی دقت "                                                 | ۲۰۱۷ |                  |
| " Shape of You / This Town (British Mashup)"                     | ۲۰۱۷ |                  |
| "شاید یک آهنگ عاشقانه"                                           | ۲۰۱۷ |                  |
| " ملودی رها شده " (featuring Imaginary Future)                   | ۲۰۱۷ |                  |
| "خداحافظ بچه"                                                    | ۲۰۱۷ |                  |
| " این چیزی است که من دوست دارم "                                 | ۲۰۱۷ |                  |
| "باور کن"                                                        | ۲۰۱۷ |                  |
| " سمفونی " (with Sheriffs of Schroedingham)                      | ۲۰۱۷ |                  |
| " بر فراز رنگین کمان " (with Sheriffs of Schroedingham)          | ۲۰۱۷ |                  |
| " چری عشق من "                                                   | ۲۰۱۷ |                  |
| " پاسشن فروت " (with Sheriffs of Schroedingham)                  | ۲۰۱۷ |                  |
| "بیمار از دست دادن همزاد روحی" (with Sheriffs of Schroedingham)  | ۲۰۱۷ |                  |
| " دیگر برنمی گردم " (with Sheriffs of Schroedingham)             | ۲۰۱۷ |                  |
| " زنده ماندن "                                                   | ۲۰۱۷ |                  |
| "همانطور که جهان باز می‌شود" (featuring Rigbi)                    | ۲۰۱۷ |                  |
| "کمتر که می‌دانم" (featuring Sarah Clanton)                       | ۲۰۱۷ |                  |
| " به ریتم زنجیر شده " (featuring Sarah Clanton)                  | ۲۰۱۷ |                  |
| " قطره‌های باران همچنان روی سرم می‌بارند" (featuring Ryan Lerman)  | ۲۰۱۷ |                  |
| " قلب شیشه ای "                                                  | ۲۰۱۷ |                  |
| "بیا پیش من" (featuring دیوید چوی)                               | ۲۰۱۷ |                  |
| "پاهای خود را بردارید"                                           | ۲۰۱۷ |                  |
| " تمام آنچه برای کریسمس می‌خواهم تو هستی " (featuring سیریل ایمه) | ۲۰۱۷ |                  |
| " در یک نیمه شب روشن آمد "                                       | ۲۰۱۷ |                  |
| " اینجا، آنجا و همه جا "                                         | ۲۰۱۸ |                  |
| "برای شما"                                                       | ۲۰۱۹ | برای شما         |
| "زائران جوان"                                                    | ۲۰۱۹ | Non-album single |
| "سگ"                                                             | ۲۰۱۹ | برای شما         |
| "جهان جایگزین (داستان جو)"                                       | ۲۰۱۹ | برای شما         |
| "هاکلبری"                                                        | ۲۰۱۹ | برای شما         |
| "سامسون، رکسان، و من                                             | ۲۰۱۹ | برای شما         |
| "قهوه عزیزم"                                                     | ۲۰۱۹ | برای شما         |
| " الان می‌توانم به وضوح ببینم "                                   | ۲۰۱۹ | Non-album single |
| "نور را دنبال کن"                                                | ۲۰۲۲ | منظره باغ        |
| "روی ماه"                                                        | ۲۰۲۲ | منظره باغ        |
| "دنی"                                                            | ۲۰۲۲ | منظره باغ        |
| "شادی"                                                           | ۲۰۲۲ | منظره باغ        |
| "شنیده‌ای"                                                        | ۲۰۲۲ | منظره باغ        |
| "چای بعد از ظهر"                                                 | ۲۰۲۲ | منظره باغ        |

### به عنوان هنرمند برجسته
| عنوان                                    | سال  | آلبوم  |
| ---------------------------------------- | ---- | ------ |
| "شادی" (stories featuring Nataly Dawn)   | ۲۰۲۲ | جلد ۲۷ |
| " میشل " (stories featuring Nataly Dawn) | ۲۰۲۲ | جلد ۲۸ |

### نماهنگ
| سال  | عنوان      | آلبوم                |
| ---- | ---------- | -------------------- |
| ۲۰۱۳ | "لزلی"     | چگونه او را می‌شناختم |
| ۲۰۱۹ | "برای شما" | برای شما             |
| ۲۰۲۲ | "دنی"      | منظره باغ            |
| ۲۰۲۲ | "شادی"     | منظره باغ            |

### سایر ظواهر
| عنوان                                       | سال  | هنرمندان معتبر | آلبوم    |
| ------------------------------------------- | ---- | --- | -------- |
| "نامه ای از طرفدار / خیلی سنگین، خیلی بالا" | ۲۰۱۱ | بری مانیلو (featuring Nataly Dawn) | ۱۵ دقیقه |
| " چنین ارتفاعات بزرگ "                      | ۲۰۲۲ | data-sort-value="" style="background: var(--background-color-interactive, #ececec); color: var(--color-base, #2C2C2C); vertical-align: middle; text-align: center; " class="table-na" \| Non-album single |          |

1. ↑  How I Knew Her peaked at No. 10 on Billboard's Americana/Folk Albums.
2. ↑  This is a stripped down version of Nataly Dawn's original "Joy" which is off her 2022 album Gardenview.